# Физир ФП-2
Змај Физир ФП-2 је био југословенски школски, двокрилни, једномоторни, двоседи авион, произведен у Змају 1936. године.

## Пројектовање и развој
У пилотским школама Југословенског краљевског ратног ваздухопловства (ЈКРВ) постојало је пет нивоа обуке пилота: 
1. основна обука,
2. прелазна обука,
3. борбена обука,
4. ловачка обука и
5. завршна обука.

За прелазну обуку су служили авиони Средњи Бранденбург са мотором Дајмлер 136 kW, Физир Ф1В-Мајбах од 191 kW, Физир Ф1В-Рајт од 150 до 170 kW и Физир Ф1В-Лорен од 294 kW. С обзиром на застарелост ових авиона Команда ВВ је донела одлуку (1933. год.) да се ови авиони замене савременијим из чега је проистекао пројектни задатак за нови авион за прелазну обуку. Змај је већ 1933. године имао један прототип двокрилца намењен прелазној обуци војних пилота Физир ФП-1 али он није задовољио све захтене које је поставила Команда ВВ. Због тога се опробани тандем конструктора школских авиона инжењере Рудолфа Физир и Душана Станков латио задатка да направи нови авион намењен овој потреби. Пројектанти су се определили за концепцију двокрилног авиона иако је Команда ВВ нагињала на једнокрилни нискокрилац (с обзиром на развој савремених борбених летјелица), на крају је ипак победила конзервативна струје и овакав концепт новог прелазног школског авиона је прихваћен. Прототип Физир ФП-2 (Физир Прелазни) са мотором К-7 Гном-Рон 308 kW, је завршен крајем 1933. године а први пробни лет је обавио фабрички пилот инж. Павле Бауер резервни ваздухопловни поручник. Пробни летови су настављени и наредне 1934. године и авион је показао добре резултате. Поруџбина није одмах уследила пошто је постојао проблем око набавке мотора, наиме у то време су вођени преговори о куповини лиценце за моторе па се то одужило. У Змају је извршена модификација авиона ФП-2 у току 1934. године са мотором Валтер Полукс 2. снаге 235 kW, али резултати нису били задовољавајући па се од тога одустало. Када је решен проблем снабдевања моторима почела је серијска производња 1936. године.
Авион Физир ФП-2 је био једномоторни двосед, са ваздухом хлађеним, звездастим мотором са 7 цилиндара К-7 Гном-Рон 308 kW, двокрилац са по једним паром упорница са сваке стране. Закрилца има и на горњим и доњим крилима. Стајни трап је фиксни са осовином, а амортизација је помоћу гуменог ужета (сандова). Конструкције трупа и крила су дрвене, обложене платном. Авион је представљао класични школски авион „југословенске конструкторске школе“ - двокрилни двосед, робусне дрвене конструкције и дотераног аеродинамичног облика, лак за летење, стабилан и поуздан авион који је у великој мери био неосетљив на грешке пилота. Што је била битна карактеристика школских авиона.
Фабрика авиона Змај је 22. маја 1936. године понудила Команди морнарице пројект прелазно хидроавиона Физир ФП-2Х са мотором Гном Рон К-9 али тај пројект није прихваћен.

## Опреративно коришћење
До Априлског рата је укупно произведено 66 авиона овог типа који су у Југословенском краљевском ратном ваздухопловству (ЈКРВ) служили за прелазну обуку војних пилота у периоду од 1936. до 1941. године. Прва серија ових авиона од 20 примерака испоручено је ВВ почетком 1936. и одмах су уведени у састав 1. и 2. Пилотске школе. У периоду од 1938 до 1940. године испоручено је још 45 авиона овог типа у три серије сви авиони су били исто опремљени, сем пет авиона треће серије који су били опремљени за слепо летење. Ти авиони су имали нову пилотску таблу произведену и земунском Телеоптику (на исти начин је модификовано пет авиона Рогожарски ПВТ). Пета серија Физир ФП-2 (15 примерака наручених 1940. године) није завршена до Априлског рата. Почетком 1943. године Немци су дозволили да се заврши започета, пета серија авиона Физир ФП-2 за потребе хрватског ваздухопловства али до 22. октобра 1944. године (Дан ослобођења Земуна) је испоручено само 8 примерака. Последњих 7 примерака завршено је после ослобођења и предато је на коришћење Ваздухопловству Југословенске Армије. Тако се укупан број произведених авиона Физир ФП-2 попео на 81 примерак.

### Авиони Физир ФП-2 у Другом светском рату
Италијани су запленили 13 Физир ФП-2 авиона и заједно са авионима Рогожарски ПВТ су их користили од маја 1941 до јуна 1943. године против устаника у Црној Гори и Албанији. Немци су запленили 7 ФП-2 на аеродрому Бутмир и предали их својим савезницима Хрватима (НДХ), где су службовали све време рата. Хрвати су од 1941. године користили укупно 23 примерака авиона ФП-2. Два ова авиона из састава ХРЗ су током 1944. и 1945. године прелетела на страну партизана и одмах укључени у састав ескадриле за везу. Сви авиони овог типа који су преживели рат укључени су у Ратно ваздухопловство Југословенске Армије (РВ ЈА) и ту летели до 1947. године. У послератни регистар је било уписано 12 авиона Физир ФП-2. Остаци једног од ових авиона се чувају у Музеју југословенског ваздухопловства.

## Земље које су користиле Авион Физир ФП-2
| - Краљевина Италија - Независна Држава Хрватска - Краљевина Југославија |